# Mikael Ymer
Mikael Ymer (ur. 9 września 1998 w Skövde) – szwedzki tenisista pochodzenia etiopskiego, reprezentant w Pucharze Davisa.

## Kariera tenisowa
Startując w gronie juniorów, osiągnął finał Wimbledonu 2015 w konkurencji gry pojedynczej chłopców, przegrywając w nim z Reillym Opelką.
Zawodowym tenisistą Ymer został w 2015 roku.
Od 2015 roku reprezentował swój kraj w Pucharze Davisa.
W zawodach rangi ATP Tour zdobył jeden tytuł w grze podwójnej – razem ze swoim starszym bratem Eliasem podczas turnieju w Sztokholmie w październiku 2016. Ponadto jest finalistą jednego turnieju w grze pojedynczej.
W rankingu gry pojedynczej najwyżej był na 50. miejscu (17 kwietnia 2023), a w klasyfikacji gry podwójnej na 187. pozycji (16 października 2017).
W styczniu 2022 roku został oskarżony o możliwe naruszenie przepisów antydopingowych z powodu opuszczenia trzech testów poza miejscem rozgrywania zawodów w ciągu poprzednich dwunastu miesięcy. Pół roku później został uniewinniony, jednak ITF odwołała się od wyroku. W lipcu 2023 roku wydano werdykt, zgodnie z którym został zawieszony na 1,5 roku. 25 sierpnia 2023 poinformował o zakończeniu kariery zawodowej.
17 kwietnia 2024 za pośrednictwem swojego profilu na platformie X, poinformował o wznowieniu kariery zawodowej po upływie zawieszenia. 

### Finały w turniejach ATP Tour
| Legenda                                      |
| -------------------------------------------- |
| Wielki Szlem                                 |
| Igrzyska olimpijskie                         |
| Tennis Masters Cup / ATP Finals              |
| ATP Masters Series / ATP Tour Masters 1000   |
| ATP International Series Gold / ATP Tour 500 |
| ATP International Series / ATP Tour 250      |

#### Gra pojedyncza (0–1)
| Końcowy wynik | Nr | Data             | Turniej       | Nawierzchnia | Przeciwnik   | Wynik finału |
| ------------- | -- | ---------------- | ------------- | ------------ | ------------ | ------------ |
| Finalista     | 1. | 28 sierpnia 2021 | Winston-Salem | Twarda       | Ilja Iwaszka | 0:6, 2:6     |

#### Gra podwójna (1–0)
| Końcowy wynik | Nr | Data                 | Turniej   | Nawierzchnia  | Partner    | Przeciwnicy              | Wynik finału |
| ------------- | -- | -------------------- | --------- | ------------- | ---------- | ------------------------ | ------------ |
| Zwycięzca     | 1. | 23 października 2016 | Sztokholm | Twarda (hala) | Elias Ymer | Mate Pavić Michael Venus | 6:1, 6:1     |

### Finały juniorskich turniejów wielkoszlemowych

#### Gra pojedyncza (0–1)
| Końcowy wynik | Nr | Data | Turniej           | Nawierzchnia | Przeciwnik    | Wynik finału |
| ------------- | -- | ---- | ----------------- | ------------ | ------------- | ------------ |
| Finalista     | 1. | 2015 | Wimbledon, Londyn | Trawiasta    | Reilly Opelka | 6:7(5), 4:6  |